# Attheyella yemanjae
Attheyella yemanjae là một loài động vật giáp xác Copepoda thuộc họ Canthocamptidae. Đây là loài đặc hữu của Brasil.